# نیروگاه هسته‌ای گلفش
نیروگاه هسته‌ای گلفش (به فرانسوی: Centrale nucléaire de Golfech) یک نیروگاه هسته‌ای در فرانسه است که در Golfech واقع شده‌است.